# Salvantjärnen
Salvantjärnen är en sjö i Åre kommun i Jämtland och ingår i Indalsälvens huvudavrinningsområde. Sjön har en area på 0,0685 kvadratkilometer och ligger 808 meter över havet.

## Delavrinningsområde
Salvantjärnen ingår i det delavrinningsområde (708279-137968) som SMHI kallar för Utloppet av Övre Lill-Mjölkvattnet. Medelhöjden är 658 meter över havet och ytan är 13,64 kvadratkilometer. Räknas de 50 avrinningsområdena uppströms in blir den ackumulerade arean 301,16 kvadratkilometer. Långan (Storån) som avvattnar avrinningsområdet har biflödesordning 2, vilket innebär att vattnet flödar genom totalt 2 vattendrag innan det når havet efter 304 kilometer. Avrinningsområdet består mestadels av skog (43 procent), sankmarker (15 procent) och kalfjäll (31 procent). Avrinningsområdet har 1,5 kvadratkilometer vattenytor vilket ger det en sjöprocent på 11 procent.